# О тех, кого помню и люблю
«О тех, кого помню и люблю» — советский полнометражный широкоформатный цветной художественный фильм, поставленный на Киностудии «Ленфильм» в 1973 году режиссёрами Анатолием Вехотко и Наталией Трощенко по мотивам документальной повести П. Заводчикова и С. Самойлова «Девичья команда».
Премьера фильма в СССР состоялась 4 февраля 1974 года.
Фильм рассказывает о шести девушках — бойцах женского сапёрного батальона и их командире Васильеве.

## В ролях
| Актёр                | Роль                       |
| -------------------- | -------------------------- |
| Валерий Золотухин    | старший лейтенант Васильев |
| Екатерина Васильева  | Зина Горюнова              |
| Виктория Фёдорова    | Рита Меньшикова            |
| Евгения Сабельникова | Катя Сомова                |
| Виолетта Жухимович   | Нина Булкина               |
| Надежда Карпушина    | Валя Тихонова              |
| Людмила Старицына    | Аня                        |
| Артём Иноземцев      | майор Фёдоров              |
| Дагун Омаев          | Дагун Саидов               |
| Татьяна Бузян        | разминёр                   |

## Съёмочная группа
- Сценарий — Будимира Метальникова по мотивам документальной повести П. Заводчикова и С. Самойлова «Девичья команда»
- Режиссёры-постановщики — Анатолий Вехотко, Наталья Трощенко
- Композитор — Сергей Слонимский

## Память
- 12 мая 2017 года в петербургском парке Сосновка был установлен памятник военным дрессировщикам и служебным собакам. Монумент установлен в память о «Девичьей команде», как во время войны называли 34-й отдельный минерно-саперный батальон[1].